# Castianeira deminuta
Castianeira deminuta là một loài nhện trong họ Corinnidae.
Loài này thuộc chi Castianeira. Castianeira deminuta được Eugène Simon miêu tả năm 1910.